# Duży pojemnik do przewozu luzem

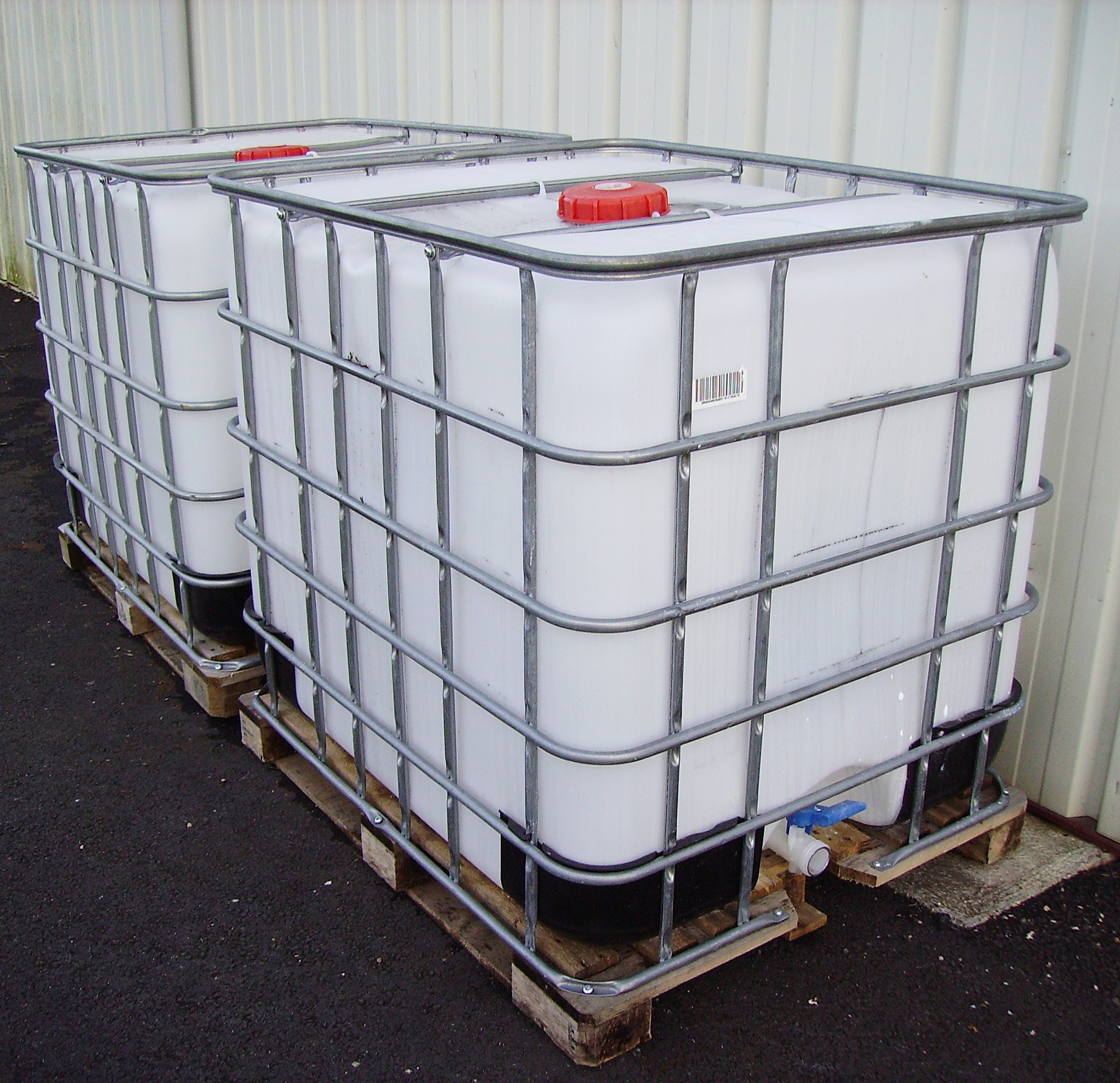
Pojemniki DPPL

Duży pojemnik do przewozu luzem (DPPL, z ang. Intermediate Bulk Container, IBC;
inne nazwy paletopojemnik, tankpaleta, paletokontener, paletozbiornik lub też Mauser, Schutz i Mamor od nazw producentów DPPL) – standaryzowany przenośny plastikowy zbiornik umieszczony w metalowym koszu na palecie, służący do przewożenia i czasowego przechowywania płynów (zazwyczaj chemikaliów lub innych materiałów płynnych, które nie podlegają przepisom ADR, np. wody).
DPPL wykonany jest z polietylenu wysokiej gęstości HDPE. Zaletą DPPL jest półprzezroczystość polietylenu, która pozwala na obserwację płynu w zbiorniku. Na przedniej ścianie zbiornika znajduje się skala w litrach i galonach. Zbiorniki zabarwione na czarno służą do przechowywania płynnych substancji światłoczułych.